# Prison Ouest (Danemark)
Vestre Fængsel
La prison Ouest (en danois : Vestre Fængsel - litt. « prison Ouest », « prison de l'ouest » ou « prison occidentale »), est une maison d'arrêt (da) danoise située à Copenhague et faisant partie des prisons de Copenhague (da) et constitue la plus grande prison du pays.
Construite en 1895 et d'une capacité de 543 places, elle est administrée par la Direction de l’Administration Pénitentiaire (da) du ministère de la justice du Danemark. La prison accueille essentiellement des prévenus en attente de jugement.
La prison est constituée d'un bâtiment en forme de croix de 4 étages de type "pennsylvanien" qui a connu plusieurs agrandissements au fil des années.

## Histoire

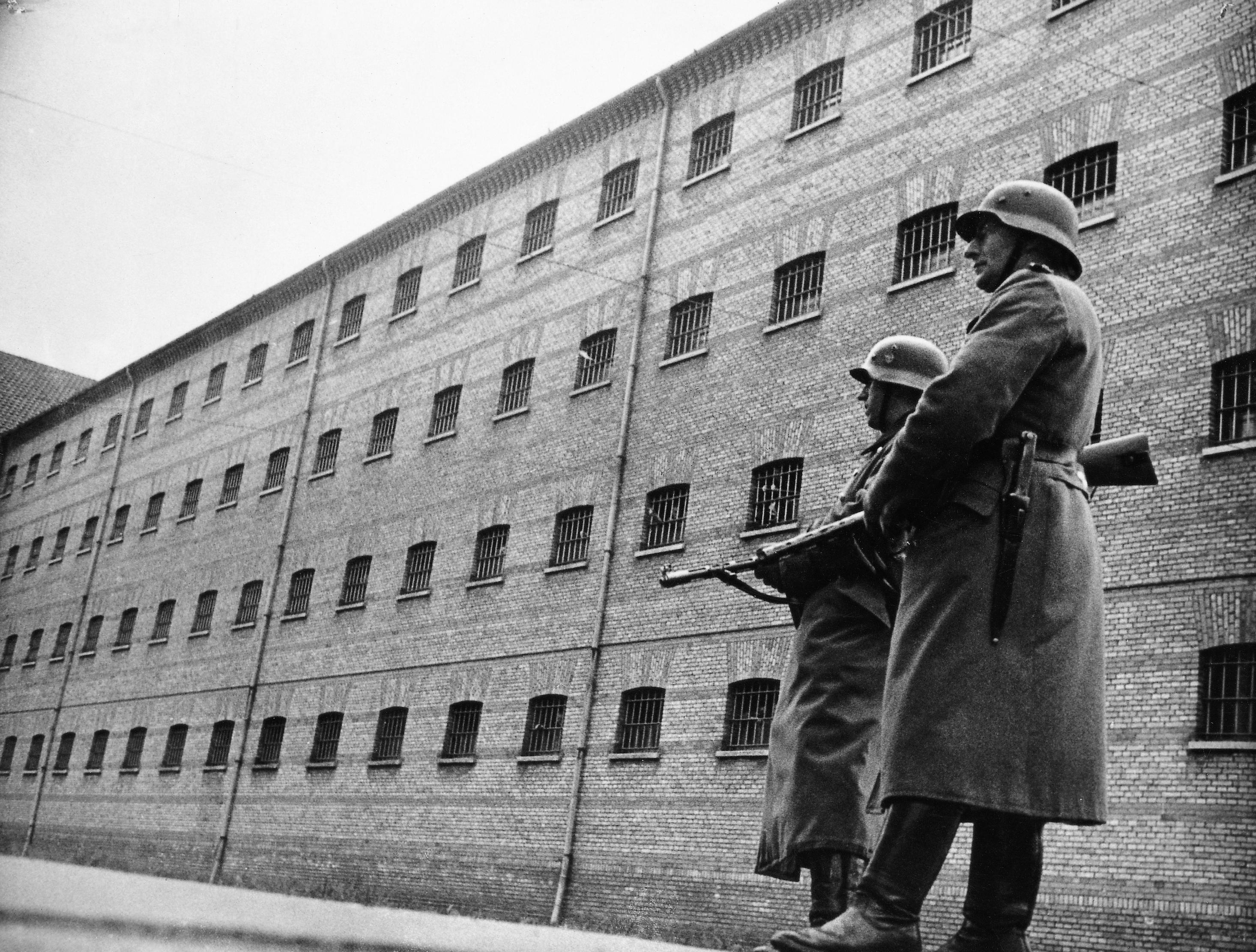
Soldats de l'armée allemande gardant la prison entre 1943 et 1945.

La construction de la prison Ouest, conçue par l'architecte municipal Ludvig Fenger (en), est décidée le 9 novembre 1891 par la représentation citoyenne. Les travaux, d'une montant de 1 350 000 couronne, débutent en 1892 se terminent en 1895, l'établissement entrant en activité le 19 aout 1895,.
Durant la seconde Guerre mondiale et l'occupation du Danemark, continue tout d'abord à servir de prison de droit commun avant d'être administrée et utilisée par la l'occupant nazi, notamment par la Gestapo, entre 1943 et 1945. Des résistants danois y sont ainsi incarcérés avant d'être condamnés à mort et exécutés à Ryvangen, transférés au camp de prisonniers de Frøslev (en) ou transférés dans un camp de concentration nazi[réf. nécessaire]. Durant cette période, la prison est surnommée « Hotel Vestre » par les allemands.

## Description
Situé Vigerslev Allé 1D à Copenhague, la prison Ouest est une maison d'arrêt (da) faisant partie des prisons de Copenhague (da) L'établissement est la plus grande prison du Danemark,.
L'établissement a une capacité d'accueil de 543 places exclusivement pour des détenus placés en détention provisoire en attente de leur jugement.
La prison est composée d'un bâtiment en forme de croix de quatre étages de type panoptique. Les quatre ailes sont réparties entre les quartiers de détention pour hommes, un quartier sécurisé et un quartier médicalisé. Au centre se trouvent un école, une chapelle, une bibliothèque et les services administratifs.

## Détenus notables

### Louis-Ferdinand Céline
Louis-Ferdinand Céline, accusé de collaboration avec la puissance occupante allemande en France, est emprisonné dans l'établissement en décembre 1945 et y reste détenu pendant plus d'un an sans jugement en attendant d'être extradé vers la France. Il est cependant libéré en 1947 et reste au Danemark avant de revenir en France en 1951,.

### Autres détenus notables
- Lars Kragh Andersen (en)[8]
- Frits Clausen[9]
- Peter Madsen[10]
- Sanjay Shah[11]
- Valaida Snow[12]
- Monica Wichfeld[13]

## La prison dans l'art et la culture

### Dans la littérature
L'écrivain français Louis-Ferdinand Céline passe plus d'un an incarcéré dans la prison Ouest à partir de 1946 et raconte sa détention dans le premier tome de son roman Féerie pour une autre fois et plusieurs autres textes regroupés dans les Cahiers de prison.

### Au cinéma
La prison Ouest est utilisée comme lieu de tournage dans plusieurs films, notamment, :
- La terre sera rouge (1945)
- Mosekongen (en) (1950)
- I kongens klæ'r (en) (1954)
- Den forsvundne fuldmægtig (1971)
- Me and the Mafia (en) (1973)
- The Olsen Gang Goes Crazy (en) (1973)
- The Last Exploits of the Olsen Gang (en) (1974)
- Anklaget (2005)

### A la télévision
La prison est le cadre d'une série documentaire composée d'une saison de six épisodes intitulée Ny i Vestre Fængsel diffusée en 2024 sur TV 2 Kosmopol.

### Dans la musique
La prison est également mentionnée dans plusieurs chansons :
- Vestre Fængsel est le titre de l'adaptation d'une chanson de John Phillips interprétée en 1996 par le duo Finn & Jacob constitué de Finn Nørbygaard (en) et Jacob Haugaard (en)[18].
- Dans son single Tyveri de 2015, le chanteur danois Hasan Shah chante « Hvis jeg havner i Vestre Fængsel... » (litt.: Si je me retrouve à la prison Ouest)[19].